# 得元梁公祠
得元梁公祠，位于中国广东省江门市开平市沙塘镇。2007年10月，列入开平市第三批文物保护单位。
得元梁公祠建于明代。